# نيزك بيرنغ

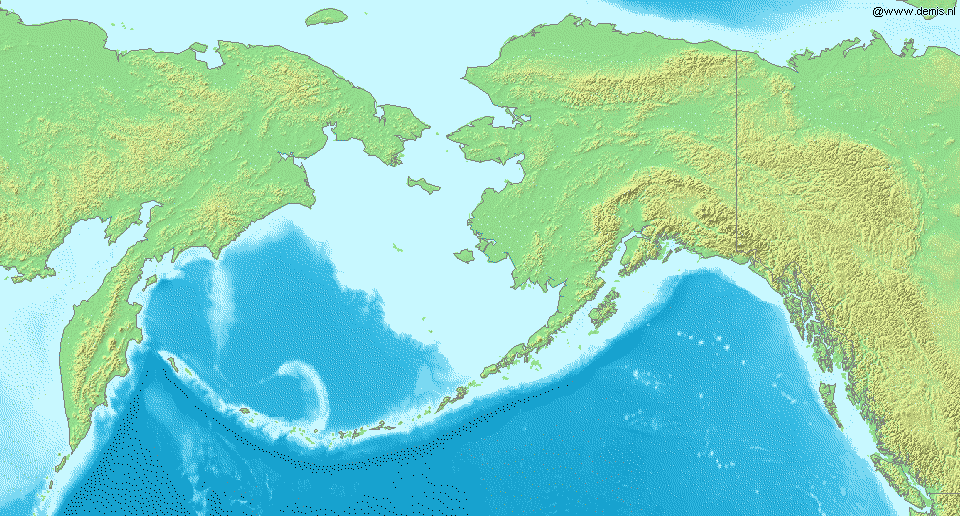
بحر برينغ،المنطقة التي سقط فيها النيزك يوم 18 فبراير 2019 ولم يراه أحد.

سقط نيزك بيرنغ أو نيزك بحر بيرنغ في حجم حافلة مدرسية في يوم 18 ديسمبر 2018 من دون أن يلاحظه أحد . سقط في بحر بيرنغ بين ألاسكا وأسيا في شمال المحيط الهادي. إلتقط القمر الصناعي الياباني له صورة عشوائيا . الصورة تدل على أنه سقط بميل شديد يكاد أن يكون رأسيا . ويقدر الانفجار الذي أحدثه في الجو بنحو 175 ألف طن تي إن تي ، أي نحو 10 مرات أكبر من انفجار قنبلة هيروشيما. وتقول وكالة ناسا الفضائية إن هو ثاني أكبر انفجار من نوعه منذ 30 عاما. وزنة 1500 طن، ويبلغ قطره 10 أمتار، مر عبر الغلاف الجوي بسرعة 71.5 ميل في الساعة عندما انفجر.
ودخل جو الأرض بسرعة نحو 32 كيلومتر في الثانية وانفجر على ارتفاع 25.6 كيلومتر فوق سطح الأرض، وسقط في البحر في شمال المحيط الهادي.
ووفقاً لوكالة ناسا رُصد الانفجار من قبل الأقمار الصناعية التابعة لسلاح الجو الأمريكي، والتي تراقب المسارات التي تستخدمها الطائرات التجارية.